# Oratório cristão

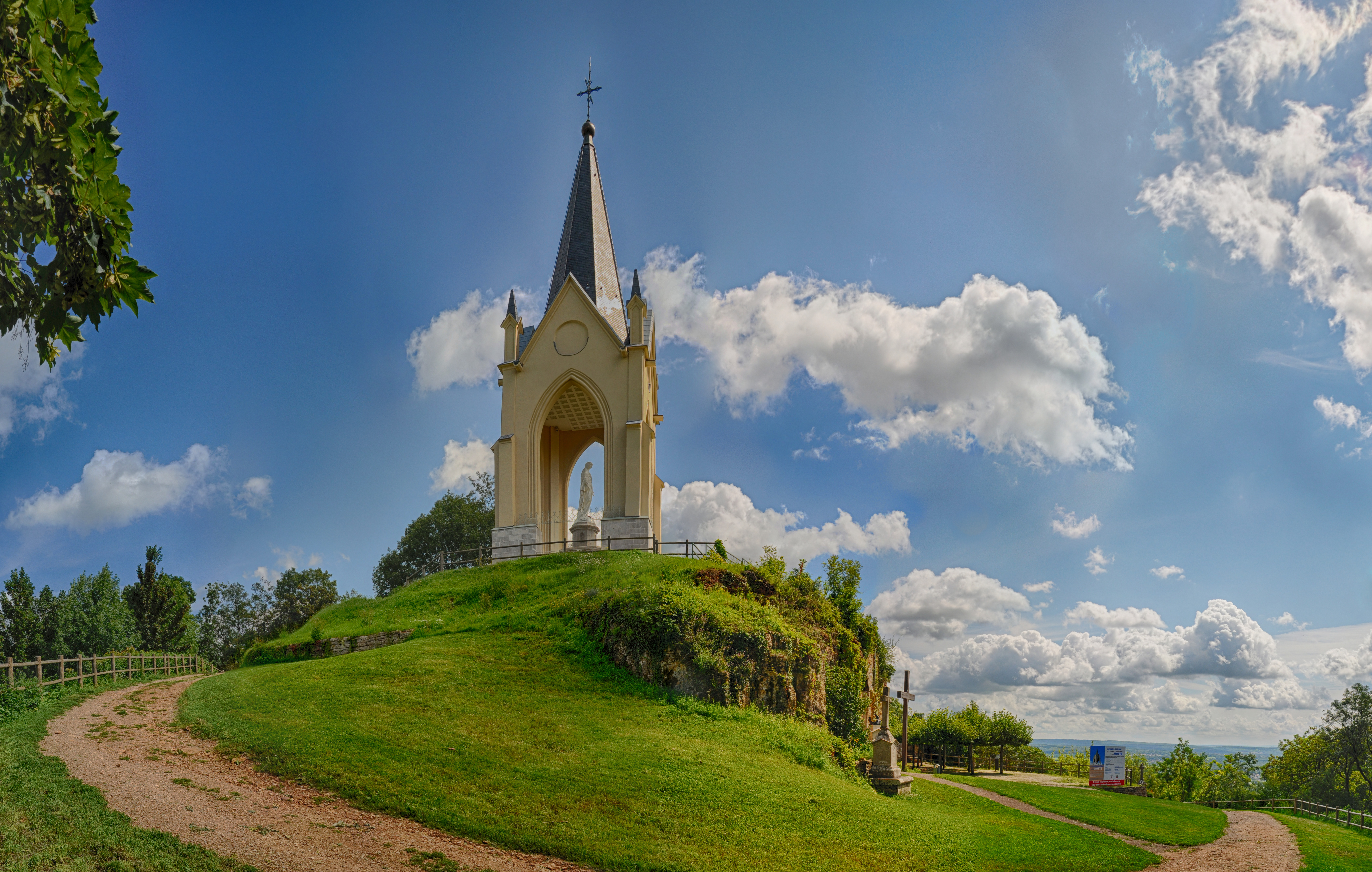
Notre-Dame-de-la-Motte de Vesoul, oratório localizado no topo de colina la Motte.

Um oratório cristão é um nicho com imagens de santos, destinado à devoção particular. Originou-se na Idade Média e até os dias de hoje ainda é utilizado nas casas como local de oração.

## História

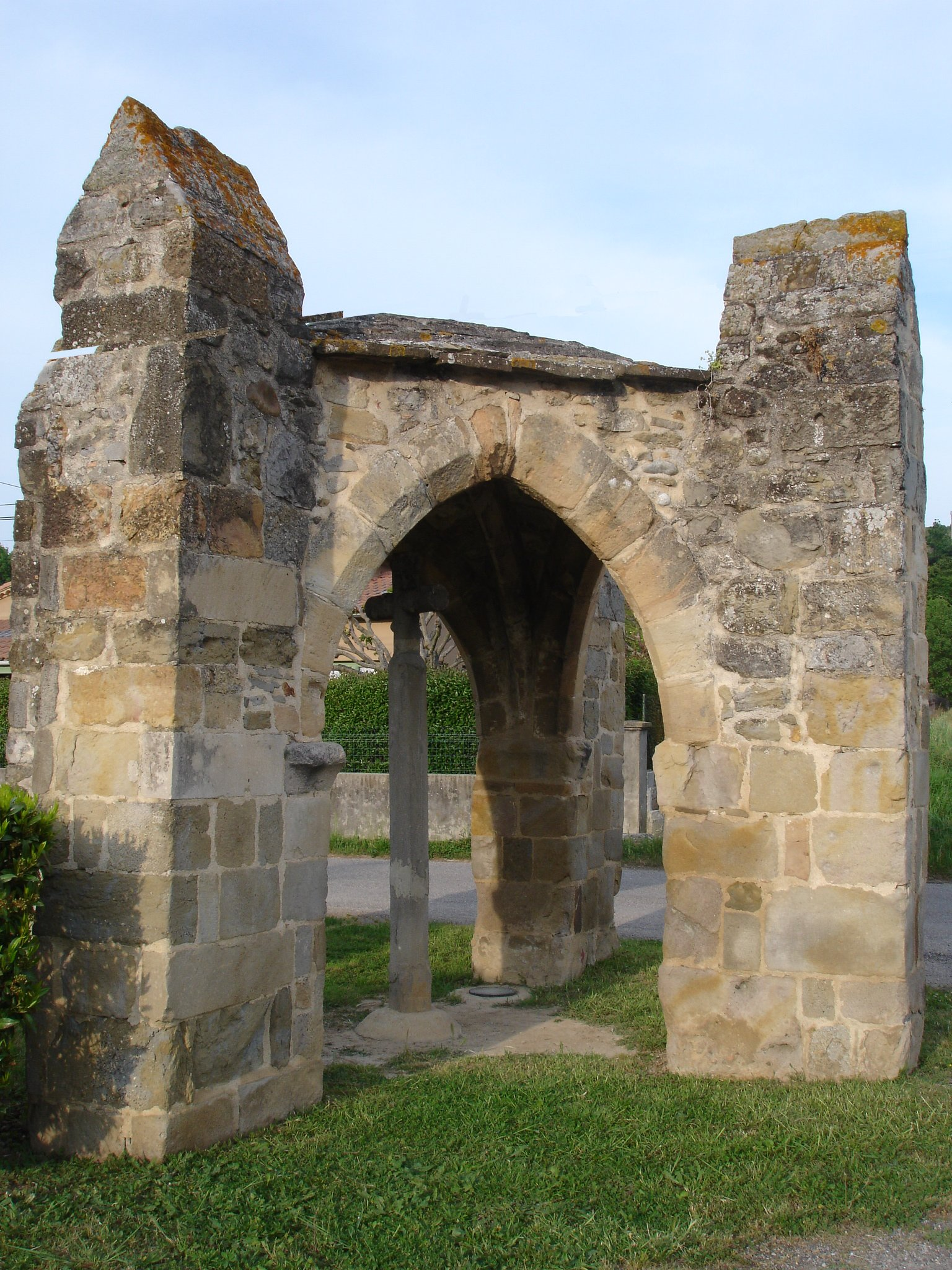
Oratório de Pieusse em Aude.

Os oratórios foram inicialmente destinados à moradia do rei. As famílias mais ricas também passaram a ter seus altares particulares e à medida que o culto aos santos se propagava, estes altares ou capelas passaram a ser frequentados pelas associações leigas (confrarias). Este hábito se popularizou e chegou às colônias portuguesas através dos colonizadores.
O costume floresceu no Brasil, onde os oratórios se espalharam nas fazendas, senzalas e residências como local de culto privado ou público.
Na França, a construção pode ser feita a partir de um monólito, ou de tijolos, ou de pedras locais, dependendo das regiões. Na Provença, região particularmente abençoada com oratórios, é em Moustiers-Sainte-Marie que se encontra o mais antigo, provavelmente datado  do século XIV. Existem mais de doze mil oratórios inventariados em território francês. Alguns tornaram-se pontos de interesse turístico ou alvo de trilhas para caminhadas, como em Beausset, outra vila provençal, que afirma ser “a capital dos oratórios”; só esta comuna tem cerca de sessenta deles. Nesta localidade existe também um percurso pedestre denominado 'caminho dos oratórios'.